# 교향곡 3번 (생상스)
교향곡 3번 C단조 Op. 78은 1886년 카미유 생상스에 의해 완성되었는데, 이때는 아마도 그의 경력의 예술적 절정이었을 것이다. 오르간을 위한 진정한 교향곡이 아니라 단순히 4개 중 2개 악장이 파이프 오르간을 사용하는 관현악 교향곡임에도 불구하고, 그것은 대중적으로 오르간 교향곡으로도 알려져 있다.
생상스는 작곡에 대해 "내가 줄 수 있는 모든 것을 바쳤다. 여기서 이룬 것을 다시는 이루지 않을 것이다." 이 작곡가는 교향곡 형식에 대한 그의 마지막 시도가 될 것을 알고 있는 듯 보였고, 거장 피아노 구절, 낭만주의 시대의 화려한 관현악 작곡 특징, 대성당이나 가장 큰 콘서트 홀에 어울리는 파이프 오르간 소리 등 거의 자신의 경력의 "역사"의 한 유형으로 이 작품을 썼다.
이 교향곡은 영국 왕립 필하모닉 협회에 의해 의뢰되었고, 1886년 5월 19일 런던에서 작곡가가 지휘하는 세인트 제임스 홀에서 초연되었다. 1886년 7월 31일 그의 친구 프란츠 리스트가 사망한 후, 생상스는 이 작품을 리스트의 추모에 바쳤다. 이 작곡가는 1887년 1월 이 교향곡의 프랑스 초연을 지휘하기도 했다.
교향곡은 일반적인 4악장 구조를 따르는 것처럼 보이고, 많은 녹음들이 이런 식으로 나누고 있지만, 실제로는 2악장으로 쓰여졌다. 생상스는 자신의 작품 분석에서 쓴 2악장 교향곡을 창작하고자 했지만, 2악장으로 주조되었지만 "전통적인 4악장 구조는 유지되고 있다"고 말했다.
이 교향곡의 전형적인 공연은 약 35분 동안 지속된다. 가장 뛰어나고 독창적인 특징 중 하나는 생상스의 독창적인 건반 악기 사용이다. 교향곡은 주제적 소재를 통일적인 장치로 사용한다. 생상스 또한 리스트의 주제변환 방법을 채택하여, 이 주제들은 교향곡 전반에 걸쳐 다른 기제로 진화한다.